# Påby
Påby er en landsby i Harte Sogn i Kolding. De ældst kendte spor efter landsbyen stammer fra 800tallet, der muligvis er skabt ved at flere gårde har dannet et lokalt samfund. I 1930'erne er Påby ramme for Harteboringen.